# Museum Erotica
Museum Erotica var et københavnsk museum med fokus på menneskets erotiske kulturhistorie.
Museet, stiftet af Ole Ege og Kim Riisfeldt-Clausen, åbnede oprindeligt i 1992 på Vesterbrogade 31. Den 14. maj 1994 genåbnede det på Købmagergade 24, hvor selve udstillingen spændte over tre etager (1.000 m2) i et fredet herskabshjem med unikke loftmalerier skabt i 1880-84 af Otto Schondel.
Museets samling gav et indblik i erotikkens historie via udstillinger om bl.a. sex i antikken, frigivelsen af pornografien i Danmark, erotisk litteratur, erotiske fotos, postkort, film og mange andre elementer fra erotikkens verden.
I 2008 blev den tidligere skuespiller Hanne Stensgaard direktør for museet efter at have arbejdet som rundviser i flere år.
Museet, der var privat ejet og aldrig modtog offentlig støtte, blev hårdt ramt af finanskrisen i 2008 og lukkede den 2. marts 2009. Kultur- og Fritidsudvalget havde kort forinden afvist en ansøgning om driftstilskud til Museum Erotica